# 稲垣源四郎

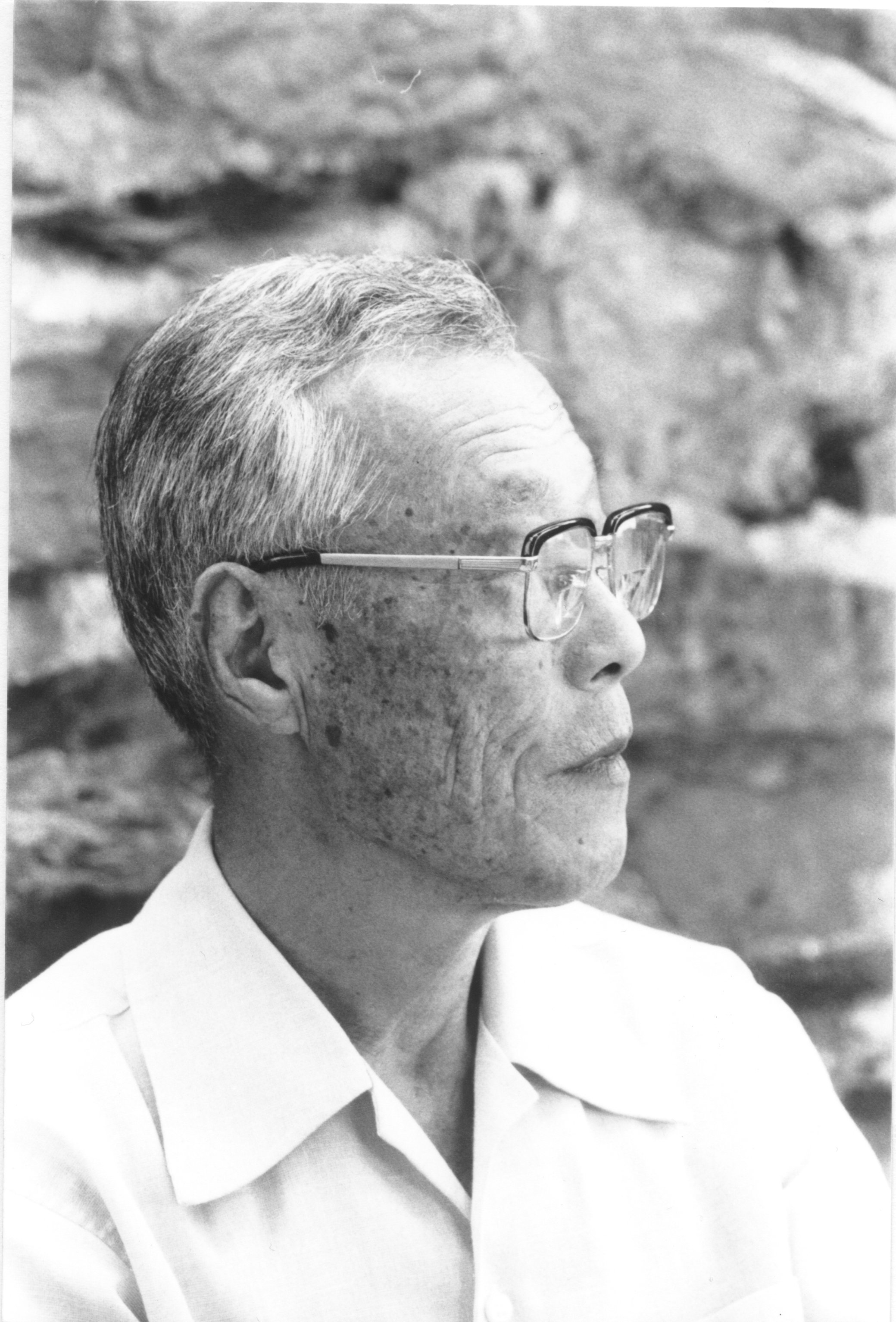
稲垣源四郎

稲垣 源四郎（いながき げんしろう、1911年 - 1995年11月17日）は、日本の弓道家。日置流印西派師家。

## 人物
東京生まれ。早稲田大学理工学部を卒業。1969年より、ドイツなどヨーロッパ各地で指導。東京教育大学教授、早稲田大学・筑波大学弓道部・ドイツ弓道連盟師範などを務めた。全日本弓道連盟範士9段。1995年11月17日、膵臓癌のため死去。

## 書籍
- 「日置流印西派歩射弓道教本」ISBN 9784885746314
- 「やさしく教える弓道教本」ISBN 9784885746222
- 「絵説弓道全」ISBN 9784885746215